# Branko Jorović
Branko Jorović (serbisch-kyrillisch Бранко Јоровић; * 27. November 1981 in Čačak, SR Serbien) ist ein serbischer Basketballspieler. Jorović war für Serbien und Montenegro Teilnehmer der WM 2006, bei der er sich eine hartnäckige Rückenverletzung zuzog und danach beinahe zwei Jahre lang kein Meisterschaftsspiel absolvierte. Nach Stationen in seinem Heimatland und Griechenland spielte Jorović in der BBL-Saison 2011/12 bei den NewYorker Phantoms aus Braunschweig in der deutschen Basketball-Bundesliga. Anschließend gewann er mit dem KK Igokea drei Meisterschaften und zwei Pokalwettbewerbe in Bosnien und Herzegowina. Zuletzt spielte Jorović in Rumänien für den CSU Cluj-Napoca.

## Karriere
Jorović spielte zunächst bis 2003 beim Klub Borac seiner Heimatstadt. Anschließend wechselte er in die serbische Hauptstadt Belgrad zum damaligen serbisch-montenegrinischen Pokalsieger Železnik, die von 2003 bis 2005 unter dem Sponsorennamen KK Reflex antraten. 2005 konnte der Pokalsieg wiederholt werden, zudem gelang 2004 und 2006 der Titelgewinn in der supranationalen Adriatischen Basketballliga (ABA). Im Kader des Titelverteidigers Serbien und Montenegro nahm Jorović an der WM 2006 in Japan teil, wo er sich eine Rückenverletzung zuzog. Diese Verletzung verhinderte den geplanten Wechsel zu CB Akasvayu Girona in die spanische Liga ACB. Dort sollte er unter dem serbischen Trainer Svetislav Pešić zusammen mit Marko Marinović spielen, seinem anderthalb Jahre jüngeren, ebenfalls in Čačak geborenen langjährigen Mannschaftskameraden bei Borac, Železnik und der Nationalmannschaft bei der WM 2006. Im Januar 2007 wechselte er trotzdem zu Roter Stern Belgrad, für die er aber im Laufe des Jahres kein Spiel absolvierte, bevor er im Dezember 2007 den Verein wieder verließ.
Anfang 2008 wollte er zunächst bei KK Hemofarm aus Vršac ein Comeback versuchen, ging aber schließlich ins griechische Patras und spielte zunächst sechs Spiele für Olympiada in der A1 Ethniki, welche aber als Tabellenletzter am Ende der Saison wieder aus der höchsten griechischen Spielklasse abstiegen. Im April 2008 wechselte er schließlich doch nach Vršac, allerdings zu KK Lions, welche ein Jahr später als Radnički nach Kragujevac umzogen. Jorović selbst kam nicht mit nach Kragujevac, sondern schloss sich im November 2009 seinem Heimatverein Borac an, der mittlerweile auch in der höchsten nationalen Spielklasse spielte. In der Saison 2010/11 kehrte er zurück in die griechische A1 Ethniki und spielte für EK Kavalas, die sich für die Play-offs um die Meisterschaft qualifizieren konnten. Für die Saison 2011/12 unterschrieb er einen Vertrag bei den NewYorker Phantoms in der deutschen BBL. Nach einem hartnäckigen Bluterguss zu Saisonbeginn, der operativ behandelt werden musste, konnte sich Jorović zunächst nur wenig Spielanteile sichern, bevor er auch nach Verletzungen von Mannschaftskameraden mehr Verantwortung übernehmen durfte. Am Ende erreichte man im deutschen Pokal das Halbfinale und in der Meisterschaft einen erneuten Platz in den Play-offs. Dort blieb man jedoch gegen den späteren Vizemeister ratiopharm ulm sieglos und schied aus.
Für die Spielzeit 2012/13 ging Jorović zum KK Igokea Alekandrovac aus der Opština Laktaši in der Republika Srpska, der bei seiner zweiten Teilnahme an der ABA-Liga nach der Hauptrunde überraschend den ersten Platz erreichte. Beim Final-Four-Turnier der ABA-Liga 2012/13 verlor man jedoch vor heimischem Publikum das Halbfinale gegen den Titelverteidiger KK Partizan Belgrad. Im folgenden Eurocup 2013/14 schied man dann nach nur drei Siegen in zehn Vorrundenspielen frühzeitig aus und verpasste auch in der Adria-Liga eine erneute Finalturnier-Teilnahme und damit eine Qualifikation für einen kontinentalen Vereinswettbewerb. Nachdem 2014 die Titelverteidigung in der bosnischen Meisterschaft gelungen war, gewann die Mannschaft 2015 wieder ein Double aus Titelgewinn in Meisterschaft und Pokalwettbewerb. Anschließend verließ Jorović mit knapp 34 Jahren den Verein und spielte in der Saison 2015/16 zunächst bei seinem Stammverein KK Borac in seiner Heimat, bevor er sich dem rumänischen Verein aus Cluj-Napoca anschloss.